# Justina Lee Brown
Justina Lee Brown (* 23. Juli 1984 in Ajegunle als Justina Ogunlolu) ist eine nigerianische Afro-, Funk-, Soul-, Blues-, Rock- und Jazzsängerin sowie Komponistin, Songschreiberin und Entertainerin. 2006 gewann sie den 2. Platz beim Gesangswettbewerb First Change des Telekommunikationsunternehmens Nokia. 2019 gewann sie die Swiss Blues Challenge und schaffte es 2020 bis ins Halbfinale der International Blues Challenge in Memphis (USA). Im Jahr 2022 trat Brown für die Schweiz bei der European Blues Challenge in schwedischen Malmö an und gewann den 2. Platz. 2022 wurde sie für den Swiss Blues Award nominiert. Im gleichen Jahr trat sie beim Sierre Blues Festival auf. 2024 gewann sie als erste Afrikanerin den Swiss Blues Award.

## Jugend
Brown wurde 1984 in Ajegunle als Tochter eines Yoruba-Vaters und einer Igbo-Mutter geboren. Ihre Mutter war bei der Geburt 17 Jahre alt und obdachlos. Ihren Lebensunterhalt erzielte die Mutter auf dem Markt durch den Verkauf von Wasserbeuteln. Sie besuchte die Unity-Grundschule in Ajegunle. In ihrer Jugend entdeckte Brown die Musik und wurde von Anita Baker, James Brown, Lucky Dube und Miriam Makeba geprägt.

## Karriere
In der Schweiz lernte Brown 2005 bei einem Besuch den Bassisten Dean Zucchero kennen. Dieser war von Browns Gesang und ihrer Performance begeistert und unterstützte sie nach einem gemeinsamen Club-Auftritt bei der Gründung ihrer ersten Band mit dem Namen The United Nations. Nach ihren ersten Erfolgen in Nigeria wanderte Brown in die Schweiz aus und wurde im Alter von 20 Jahren in die europäische Musikszene eingeführt. Ihre Schwerpunkte setzte sie in den Genres Blues, Soul, Jazz und Afro-Funk.
2006 gewann Brown den 2. Platz beim Nokia Gesangswettbewerb First Change. Danach veröffentlichte sie ihre ersten Singles und hatte ihren ersten Hit mit Omo 2 Sexy. 2009 erschien das dazugehörige Musikvideo. Es folgten weitere Singles wie The Morning After, Radio DJ und So Tempting.
Am 7. März 2017 schrieb The Native Mag über Brown:

„Omo You Too Sexy ticked a number of firsts; it was the first overtly sensual Afro-pop songs by a female singer, long before Tiwa Savage released Kele-Kele Love and changed everything. She was also the first female Afro-pop starlet to subvert the male gaze, actively pursuing the subject of her desire. Then there is the sound. Before Justina, Nigerian pop starlets tended to sing entirely or largely in accented English. She was the first to properly embrace pidgin as a medium in her music, a trope the male artists had all but adopted by 2009 when the song was released.“

„Omo You Too Sexy war in vielerlei Hinsicht ein Novum: Es war der erste offenkundig sinnliche Afro-Pop-Song einer Sängerin, lange bevor Tiwa Savage Kele-Kele Love veröffentlichte und damit alles veränderte. Sie war auch das erste weibliche Afro-Pop-Sternchen, das den männlichen Blick unterlief, indem sie das Objekt ihrer Begierde aktiv verfolgte. Und dann ist da noch der Sound. Vor Justina sangen nigerianische Pop-Sternchen in der Regel ganz oder größtenteils in Englisch mit Akzent. Sie war die erste, die Pidgin als Medium in ihrer Musik einsetzte, ein Stilmittel, das die männlichen Künstler bis 2009, als der Song veröffentlicht wurde, schon fast übernommen hatten.“

10 Jahre nach ihrer ersten Single in Nigeria erschien 2019 Browns Album Black and White Feeling. Im gleichen Jahr gewann Brown gemeinsam mit dem Schweizer Musiker Nic Niedermann die Swiss Blues Challenge und erreichte 2020 das Halbfinale der International Blues Challenge in Memphis. Mit ihrer Band belegte sie 2022 in Malmö den 2. Platz der European Blues Challenge. Im gleichen Jahr wurde Brown für die Swiss Blues Awards nominiert und trat im Rahmen des Sierre Blues Festival auf. Im Folgejahr wurde Brown Botschafterin des Festivals.
2023 folgte das Album Lost Child. Sie sagt über das Album, „das es das widerspiegelt, wer sie ist, ihre Wahrheit, als als eine freie und ausdrucksstarke Entertainerin, die nicht durch ein bestimmtes Genre oder Label eingeschränkt wird.“
Brown ist bisher auf Festivals und Konzerten in über 30 Ländern aufgetreten. 2023 konzertierte sie vor mehr als 60.000 Zuschauern beim Blues & Jazz-Festival im schweizerischen Rappersville. Von September 2023 bis Ende 2024 fanden mehr als 45 Konzerte von Justina Lee Brown statt.

## Diskografie

### Alben
- 2019: Black & White Feeling
- 2023: Lost Child

### Singles & EPs
- 2008: Omo 2 Sexy
- 2016: Ada (It Will Be Good) (JJC feat. Justina Lee Brown)
- 2016: Deep Down (Silverland feat. Justina Lee Brown)
- 2016: Tonight
- 2016: You Should Have Loved Me (Silverland feat. Justina Lee Brown)
- 2017: We Are (Silverland feat. Justina Lee Brown)
- 2019: Baby Tomato
- 2019: Carry Me
- 2019: Mystery Boy
- 2020: Light in You
- 2021: New York (mit Bluelightmagic)
- 2022: Didn’t I (feat. Mario Ferrini)
- 2022: Don’t Let Go (mit The Niceguys)
- 2024: Billiki (EP)
- 2024: Remixed (EP)